# Where Twilight Dwells
Where Twilight Dwells è l'album di debutto del gruppo musicale folk metal/gothic metal norvegese Midnattsol, pubblicato dall'etichetta discografica Napalm Records il 31 gennaio 2005. La progettazione e la realizzazione dell'album hanno tenuto occupato il gruppo per due anni, tra 2003 e 2004, e la registrazione è avvenuta presso i Mastersound Studios di Fellbach, in Germania

## Tracce
1. Another Return (Carmen E. Espenæs) – 5:03
2. Lament (Christian Hector) – 4:07
3. Unpayable Silence (Carmen E. Espenæs) – 5:04
4. Haunted (Carmen E. Espenæs) – 3:24
5. Desolation (Carmen E. Espenæs) – 4:22
6. Enlightenment (Carmen E. Espenæs) – 4:07
7. Tårefall (Carmen E. Espenæs) – 4:23
8. Infinite Fairytale (Carmen E. Espenæs) – 4:46
9. På Leting (Carmen E. Espenæs) – 4:07
10. Dancing with the Midnight Sun (Carmen E. Espenæs) – 3:58
11. Tapt Av Håp (Henrik Ibsen) – 7:56

## Formazione
- Carmen Elise Espanæs - voce
- Daniel Droste - chitarra
- Alex Kautz - chitarra
- Birgit Öllbrunner - basso
- Daniel Fischer - tastiere
- Chris Merzinsky - batteria